# بیلی لی (بازیکن فوتبال)
بیلی لی (انگلیسی: Billy Lee; ۱۲ اوت ۱۸۷۸ – ۵ نوامبر ۱۹۳۴) بازیکن فوتبال اهل بریتانیا بود.
از باشگاه‌هایی که در آن بازی کرده‌است می‌توان به باشگاه فوتبال وست برومویچ آلبیون، باشگاه فوتبال پورتسموث، و باشگاه فوتبال گیلینگام اشاره کرد.